# Mireasă de împrumut
Mireasă de împrumut (titlul original: în franceză Prête-moi ta main) este un film francez care descrie povestea unui burlac, Luis Costa. Deși el este foarte mulțumit cu acest stil de viață singuratic, familia îl tot bate la cap sa se însoare, ca să nu mai apeleze la surori pentru rezolvarea problemelor. După ce îi sunt prezentate multe femei pe care le refuză categoric, lui Luis îi vine o idee nebunească pentru a scapa de acest calvar al nunții.

## Distribuție
- Alain Chabat – Luis Costa
- Charlotte Gainsbourg – Emmanuelle Cazenave
- Bernadette Lafont – Geneviève Costa, mama lui Luis, văduvă
- Wladimir Yordanoff – Francis Bertoff, patronul lui Luis și Pierre-Yves
- Grégoire Oestermann – Pierre-Yves Cazenave, colegul și prietenul lui Luis, fratele Emmanuellei
- Véronique Barrault – Catherine, sora lui Luis, asistenta stomatologică
- Marie-Armelle Deguy – Axelle, sora lui Luis, dentista
- Katia Lewkowicz – Carole, sora lui Luis, vânzătoare de haine
- Louise Monot – Maxine Costa, sora cea mai mică a lui Luis
- Luce Mouchel – Marie, sora lui Luis, casnică
- Christiane Millet – Françoise Messier-Lalande, directoare la Neiko
- Aïssa Maïga – Kirsten Hansen, asistenta lui Françoise Messier-Lalande
- Tatiana Gousseff – Francine Lebrun, angajata de la DDASS
- Alix de Konopka – Sandrine Philippi, născută Bourrague, iubita din copilărie a lui Luis
- Anne Marivin – vânzătoarea Carabosse